# 连云站
连云站是陇海线的铁路车站，陇海铁路里程桩号0公里，位于江苏省连云港市连云区连云街道，邮政编码222046。车站始建于1935年，距离兰州站1759公里，是陇海铁路的尽头，紧邻连云港港老港区。车站等级为二等站。

## 历史
1925年，陇海铁路铺筑至海州、新浦（今连云港市区）。
1933年，陇海铁路局在海州湾的渔村老窑开埠建港，因港池位于连岛与云台山之间，得名“连云港”。
1935年，陇海铁路延伸至连云港码头，并建成老窑站，成为陇海铁路0公里起点，1937年更名为连云港站:94。车站大楼作为铁路、港口、海关的管理机构办公楼。
2004年，因原新浦站更名为连云港站，本站名称由连云港站变更为连云港东站，原连云港西站更名为云台山站。
2009年，因原中云站扩建作为东陇海铁路客运始发站，并更名为连云港东站，本站名称再次由连云港东站变更为连云站，并停止办理客运业务。2013年4月车站建成至连云港港旗台作业区的铁路专线，以方便码头的矿石码头装卸及外运。
2017年铁路部门组织对陇海线本站至连云港东段实行复线化工程。
2018年，陇海线连云港至本站间开行市郊列车的预可行性研究报告获批，原连云站站房东侧开始建设市郊铁路站房。

## 车站结构

### 站房
连云站的原站房建筑是江苏省文物保护单位“连云港火车站旧址”，是连云港近代重要史迹和代表性民国建筑，曾经是陇海铁路局连云港务处和连云港海关的办公地点，现已关闭客运业务，并于2013年10月改建为铁路历史博物馆对外开放。
市郊铁路连云站站房建于2019年，位于老站房以东的原小公园处，面积1200平方米。站房共设有2层，旅客进出站设施位于站房2层，设有面积380平方米的候车室。

### 站场

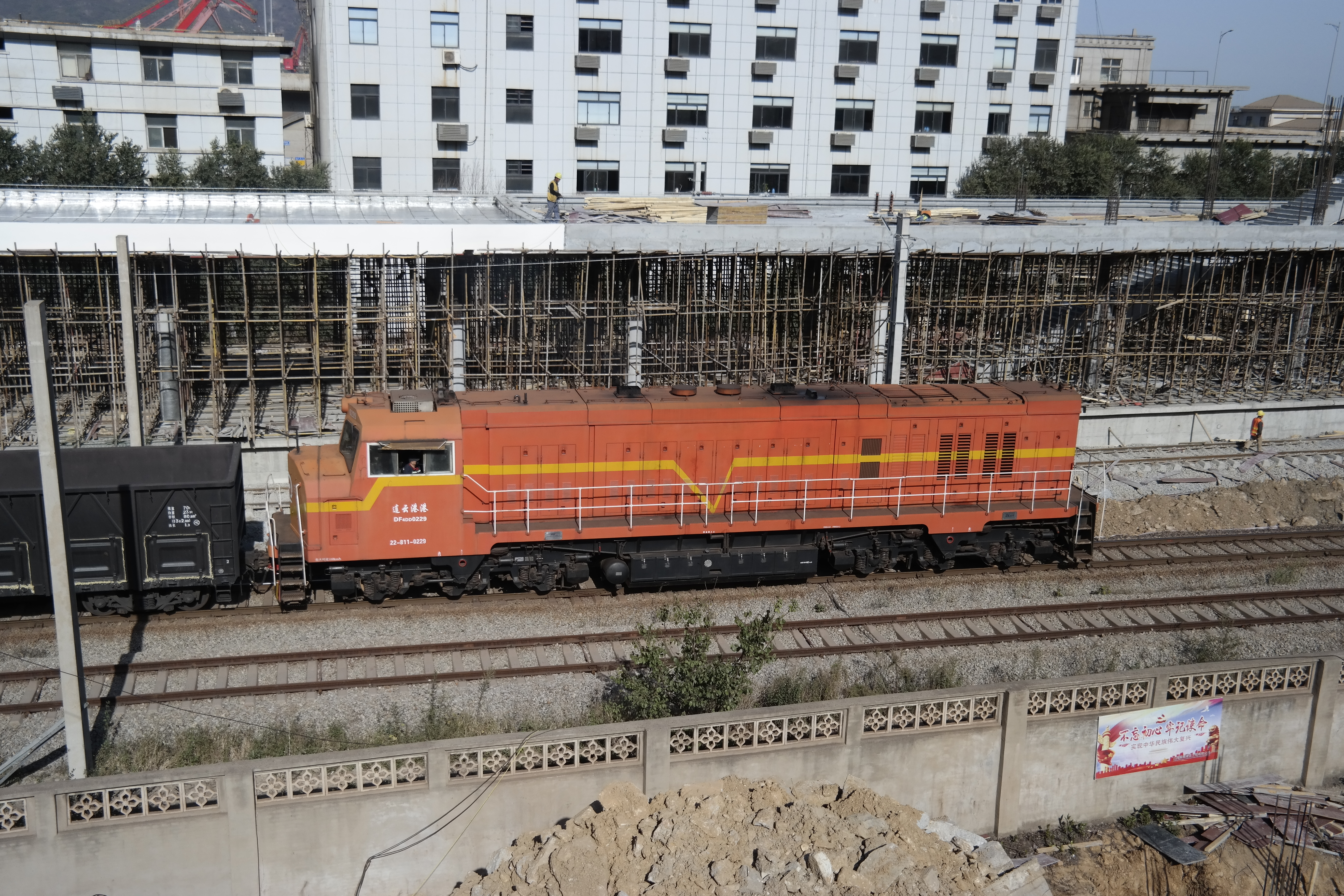
配属连云港集团的DF4DD型内燃机车牵引货列通过连云站

| 站场 | 2站台    | 连云港市郊铁路列车（墟沟站）       |
| 站场 | 岛式站台 |                                    |
| 站场 | 1站台    | 连云港市郊铁路列车（墟沟站）       |
| 站场 | 正线     | 陇海铁路货物列车（旗台作业区）     |
| 站场 | 正线     | 陇海铁路货物列车（墟沟站）         |
| 站房 | 2F       | 出入口、候车室、检票口、进出站天桥 |
| 站房 | 1F       | 地面、车站设备                     |

## 业务
连云站是连云港市郊铁路列车的起点站。列车运行于连云站和连云港站间，全场34.1公里，运行时间大约45分钟。市郊列车全日运营16小时（6:00至22:00），初期开行15对列车。
连云站货运办理港口货运专用线整车货物运输业务，和连云港港接轨，主要到发货品为金属矿石类、钢铁及有色金属类、非金属矿石类、煤炭类、化肥及农药类等。站内设有通往新苏港码头、东方港务、三源物流和连云港港口集团铁路运输分公司旗台站的专用铁路。

## 文物保护
2011年12月19日，火车站站房建筑被江苏省人民政府公布为第七批江苏省文物保护单位。
建筑作为文物的保护范围：北至铁路路基，东至建筑外墙外20米，南至海滨大道红线，西至西侧二层楼房建筑外墙。
建筑作为文物的建设控制地带：北至铁路路基，现状围墙，东至现状围墙，南至海滨大道红线，西至西侧原始三层楼房建筑外墙。

## 接驳交通
| 连云古镇 | 连云古镇         | 连云古镇 | 连云古镇     | 连云古镇               |
| 编号     | 路线             | 路线     | 路线         | 备注                   |
| -------- | ---------------- | -------- | ------------ | ---------------------- |
| 游11     | 连岛浴场         | ⇆        | 连云古镇     | 定时班车；旅游旺季服务 |
| B3支线4  | 保税商品中心     | ⇆        | 连云古镇     |                        |
| B13支线3 | 连云港东站       | ⇆        | 连云古镇     |                        |
| 31       | 园丁小区         | ⇆        | 连云古镇     |                        |
| 31专线   | 园丁小区         | ⇆        | 柳河         | 定时班车               |
| 33       | 连云古镇         | →        | 柳河         |                        |
| 33       | 隧道北           | ←        | 柳河         |                        |
| 34       | 金海国际         | ⇆        | 海上云台山   | 定时班车               |
| 62       | 石化基地安保中心 | ⇆        | 徐圩湖服务区 |                        |
| 205      | 园丁小区         | ⇆        | 连云古镇     | 31 夜班                |